# KRG Foodservice
Die deutsche KRG Foodservice (ehemals Yi-Ko Holding) war der größte Franchisenehmer von Burger King in Deutschland.

## Eigentümer
Die Anteile an der Gesellschaft gehörten bis November 2014 zu je 50 Prozent Ergün Yildiz (* 1970), der seit über zehn Jahren zwei Burger-King-Schnellrestaurants in Stade und Cuxhaven betreibt und Alexander Kolobov, der laut Stern.de über seine auf Zypern firmierende "Caronada Holding" Millionen in das Unternehmen steckte. Am 26. November 2014 hat Yildiz seine Anteile an der Yi-Ko Holding komplett an Kolobov abgetreten.
Kolobov ist Präsident und Mitinhaber der größten russischen Kaffeehauskette Schokoladniza (Shokoladnitsa oder russisch Шоколадница}) mit 420 Lokalen (Stand: Sommer 2014) – zuzüglich der im Oktober 2014 übernommenen russischen Kaffeehauskette Coffeehouse. Binnen drei Jahren hat Kolobov u. a. mit Hilfe der Russischen Bank VTB Capital fast 100 Burger-King-Filialen in Russland eröffnet. Yildiz war von 2009 bis 2012 Franchisenehmer von Vapiano.

## Geschichte
Die Münchener RM 1243 Vermögensverwaltungs GmbH verlagerte 2013 den Sitz unter kurzfristiger Umbenennung in Yildiz Holding GmbH nach Stade und firmierte ab 23. April 2013 unter Yi-Ko Holding GmbH (Yi-Ko ist ein Akronym für die Anfangsbuchstaben der Nachnamen der Gesellschafter Yildiz-Kolobov).
Die Yi-Ko Holding GmbH erwarb im Mai 2013 die Burger King GmbH, eine Tochtergesellschaft der Burger King Beteiligungs GmbH, in der die Aktivitäten von Burger King Worldwide im D-A-CH-Raum gebündelt werden. Zum Zeitpunkt der Übernahme betrieb die Burger King GmbH 91 Schnellrestaurants in Deutschland mit über 3000 Beschäftigten.

### Konflikt mit der Burger King Beteiligungs GmbH
Am 5. Mai 2014 vereinbarten auf deren Druck die Burger King Beteiligungs GmbH (RTL-Team-Wallraff-Reportage vom 28. April 2014) und die Yi-Ko Holding den sofortigen Rücktritt von Yildiz als Geschäftsführer der Yi-Ko Holding. Der Geschäftsführer der Burger King Beteiligungs GmbH erklärte, dass es Ziel sei, „die operativen Missstände sofort zu beseitigen, die Einhaltung unserer hohen Qualitätsstandards in unseren Restaurants und faire Arbeitsbedingungen der Mitarbeiter sicherzustellen“. Yildiz blieb jedoch weiterhin Gesellschafter der Yi-Ko Holding.
Als Nachfolger zum Geschäftsführer wurde am 23. Juli 2014 der Yildiz-Vertraute, Kölner Franchise-Rechtsanwalt und bis 2006 Leiter der Rechtsabteilung für Zentraleuropa für Burger King, Dieter Stummel, benannt.
Am 18. November 2014 kündigte der Burger-King-Konzern mit sofortiger Wirkung alle Franchiseverträge mit der Yi-Ko Holding. In der Erklärung wurde unter anderem auf wiederholte Verstöße gegen operative und arbeitsrechtliche Standards sowie die daraus resultierende Rufschädigung Bezug genommen. Ein weiterer Grund seien Anhaltspunkte, wonach sich Yildiz trotz seines Rücktrittes als Geschäftsführer der Yi-Ko Holding wieder vermehrt in das Tagesgeschäft eingemischt habe, was erneut zu den bereits früher beanstandeten Zuständen geführt habe. Am 21. November 2014 ließ Burger King der Yi-Ko Holding die weitere Nutzung des Markennamens mittels einstweiliger Verfügung verbieten. Zu diesem Zeitpunkt betrieb Yi-Ko 89 Burger-King-Filialen mit rund 3000 Beschäftigten.
Am 2. Juni 2015 einigte sich Burger King mit seinem ehemals größten deutschen Lizenznehmer auf den Weiterbetrieb von 84 Filialen. Der Unternehmer Alexander Kolobov mit seiner Firma Schloss Burger GmbH (SBG) erhielt erneut die notwendige Lizenz für die Restaurants.

### Insolvenz
Am 10. Dezember 2014 stellte die zur Yi-Ko Holding gehörende Betreibergesellschaft Burger King GmbH beim Amtsgericht Stade einen Antrag auf Eröffnung des Insolvenzverfahrens. Zum vorläufigen Insolvenzverwalter wurde der Hamburger Rechtsanwalt Marc Odebrecht bestellt. Burger King Deutschland gestattete Odebrecht die Nutzung von Marke und Logo und stellte einen Millionenkredit zur Verfügung. Ende Januar 2015 wurde der Insolvenzantrag zurückgenommen.
Seit März 2015 firmiert die Yi-Ko Holding als KRG Foodservice.

### Liquidation
Mit Eintragung vom 10. November 2017 wurde im Bundesanzeiger die Auflösung der KRG Foodservice GmbH bekanntgegeben

## Kritik

### Arbeitsrechtliche Auseinandersetzungen
Seit der Übernahme der Burger King GmbH kritisieren die Gewerkschaft NGG und Mitglieder von Betriebsräten die verschlechterten Bedingungen für die Mitglieder der Betriebsräte und die Arbeitnehmer. Der Konflikt eskalierte bereits in mehreren Gerichtsverhandlungen, jedoch ohne abschließende rechtliche Würdigung. Im August 2013 reagierte die Yi-Ko-Holding auf die Vorwürfe der Gewerkschaft mit einer Schadensersatzklage gegen die NGG beim Amtsgericht Hamburg wegen Verleumdung. Die Burger King GmbH lässt sich nach Angaben der taz seit Juni 2013 durch den Rechtsanwalt Helmut Naujoks vertreten.

### RTL-Reportage
In der am 28. April 2014 auf RTL ausgestrahlten Reportage Team Wallraff: Undercover bei Burger King berichtete ein Team um den Journalisten Günter Wallraff über Missstände in mehreren Burger-King-Restaurants der Yi-Ko Holding. Kritisiert wurden die hygienischen Zustände in den Küchen, hoher Druck auf Beschäftigte und die Arbeitsbedingungen. So sollen geringfügig beschäftigten Mitarbeitern im Fall von Krankheit die Lohnfortzahlung und einem Bewerber für eine Schichtleiterstelle das im Tarifvertrag garantierte Urlaubsgeld und die Bezahlung von Überstunden verweigert worden sein. Die Yi-Ko Holding liege mit etwa jedem fünfzehnten der über 3000 Beschäftigten im Rechtsstreit. Ein Rechtsanwalt erklärte, dass es aufgrund der verschachtelten Unternehmensstruktur von Deutschland aus praktisch unmöglich sei, auf die über die Offshore-Finanzplätze Zypern und die Britischen Virgin Islands weitergereichten Gewinne der Yi-Ko Holding zuzugreifen. Weder Yildiz persönlich noch die zur Yi-Ko Holding gehörende Burger King GmbH reagierten nach RTL-Angaben auf die Bitte um eine Stellungnahme.
Die zur Burger King Corporation gehörende Burger King Beteiligungs GmbH erklärte nach der Ausstrahlung, dass man daran arbeite, „mit diesem Franchisenehmer einen Aktionsplan zu entwickeln und zu implementieren, um solche Handlungen zukünftig zu unterbinden“. Burger King Deutschland betonte, dass die kritisierten Yi-Ko-Filialen rechtlich und wirtschaftlich unabhängig seien, und die kritisierten Praktiken „eine Verletzung unserer Unternehmenswerte dar[stellen]“. Man habe „keinerlei Toleranz oder Akzeptanz für Handlungen, die das Vertrauen unserer Gäste und den Ruf, den wir aufgebaut haben, untergraben.“
Das Amt für Verbraucherschutz Mönchengladbach reagierte auf die Berichterstattung, die auch ein Restaurant in Mönchengladbach betraf, indem es die drei Filialen in der Stadt von Lebensmittelkontrolleuren erneut überprüfen ließ. Nach Auskunft des Amtsleiters werden die Filialen turnusmäßig nur alle 18 Monate kontrolliert, da sich systemgastronomische Franchise-Unternehmen harte Hygienestandards auferlegen würden und daher „erfahrungsgemäß“ dort ein eher geringeres Risiko von Verstößen gegen das Lebensmittelrecht bestehe als bei kleineren Gastronomie-Betrieben. Die Mönchengladbacher Filialen seien innerhalb der letzten neun Monate ohne Beanstandungen kontrolliert worden. Auch in München habe das Gewerbeamt die 11 Filialen der Yi-Ko Holding in der Stadt nach Informationen von focus.de „im Visier“. Diese seien in den vergangenen 16 Monaten 44 mal kontrolliert worden, „deutlich häufiger als für die Fastfood-Branche üblich“. Die Burger King Beteiligungs GmbH führte seit dem 2. Mai 2014 „Sonderinspektionen“ von auf Lebensmittelsicherheit spezialisierten „Teams“ in den betroffenen Filialen durch, um „Missstände zu beheben und jeden Restaurant-Manager und Mitarbeiter nochmals zu trainieren“. Sechs Restaurants wurden daraufhin vorübergehend geschlossen.
Am 24. November 2014 strahlte RTL eine weitere Undercover-Reportage aus. Es wurde erneut über die Zustände berichtet, wie abgelaufene Lebensmittel, umetikettierte Lebensmittel, fehlenden Arbeitsschutz, Verstoß gegen die Lohnfortzahlung im Krankheitsfall und Unterlaufen der Tarifverträge. Die Reportage war schon zehn Tage vor der Ausstrahlung dem Burger-King-Management in München gezeigt worden, das dann mit der Kündigung der Yi-Ko Holding der Fernsehausstrahlung zuvorkam.